# Палешник
Палешник је насељено место у саставу општине Херцеговац у Бјеловарско-билогорској жупанији, Република Хрватска.

## Историја
До територијалне реорганизације у Хрватској налазио се у саставу старе општине Гарешница.

## Становништво
На попису становништва 2011. године, Палешник је имао 515 становника.

## Попис1991.
На попису становништва 1991. године, насељено место Палешник је имало 591 становника, следећег националног састава:
| Попис 1991.‍  | Попис 1991.‍  | Попис 1991.‍ | Попис 1991.‍ | Попис 1991.‍ |
| ------------ | ------------ | ----------- | ----------- | ----------- |
|              |              |             |             |             |
| Хрвати       | Хрвати       |             | 543         | 91,87%      |
| Чеси         | Чеси         |             | 17          | 2,87%       |
| Југословени  | Југословени  |             | 12          | 2,03%       |
| Мађари       | Мађари       |             | 5           | 0,84%       |
| Срби         | Срби         |             | 3           | 0,50%       |
| Муслимани    | Муслимани    |             | 2           | 0,33%       |
| Руси         | Руси         |             | 1           | 0,16%       |
| неопредељени | неопредељени |             | 2           | 0,33%       |
| непознато    | непознато    |             | 6           | 1,01%       |
| укупно: 591  |              |             |             |             |